# Папа Сикст V
Папа Сикст V (лат. Sixtus V; Гротамаре, 13. децембар 1521 — Рим, 27. август 1590) био је римски папа.

## Биографија
Рођен је као Феличе Перети  итал. Felice Peretti) у Гротамареу, 13. децембра 1521. године.
У граду Ферму је дјеловао Илирски колегијум светог Петра и Павла, као богословија, утемељен између 1585—1590. Оснивач је био Феличе Перети, каснији папа Сикст V. Покренуо је многе грађевинске пројекте и обнове по Ватикану.

## Понтификат
За папу је изабран 24. априла 1585. године, а крунисан 1. маја исте године.
Радио је на заустављању безакоња које је избило пред крај владавине Гргура XIII. Постигао је сарадњу суседних држава, истребио је, често с претераном окрутношћу, систем разбојништва и корупције који је достигао велике размере и терорисао целу Папску Државу. Број разбојника у Риму и око њега након смрти Гргура XIII различито се процењује на 12 до 27 хиљада, да би за нешто више од две године, након избора Сикста V, папска држава постала једна од најсигурнијих земаља Европе. Истог дана када је крунисан, 1. маја 1585, донео је прве мере због којих ће заслужити епитете „Страшни” и „Челични”, наређујући вешање разбојника по кратком поступку. У мање од годину дана решио је проблем и финансија, створивши банкарски систем, те је успео да сакупи у благајну четири милиона златних шкуди. Такве мере биле су само почетак. Сикст V показао је свој прави гениј у реорганизацији Кардиналског колегијума, Курије и у утврђивању правила за односе између појединих цркава с римском црквом. Основао је прву владу у цркви, подељивши одговорност на 15 конгрегација, од којих је свако имало тачно одређене компетенције, и ставивши им на чело кардинале. Њихов број ограничио је на 70, што ће остати непромењено све до Јована XXIII (1958—1963) и Павла VI (1963—1978). Наложио је свим бискупима да сваке пете године, према календару који је одредила Курија, предузму путовање ad limina Apostolorum како би директно обавестили папу о стању у својој бискупији, и та одлука је још на снази. Био је познат као државник великог ауторитета и врло упоран. Посветио се одбрани вере, обнови Цркве и повећању угледа Свете Столице и Папске Државе. Године 1588. екскомуницирао је енглеску краљицу Елизабету I из католичке цркве.
Важно је као особа која је направила важне захвате у Римској цркви и у урбаној надграђи и подграђи града Рима. Граду Риму дао је поново изгради и обнови римско градско средиште тиме што је отворио шест нових главних градских улица, и ништа мање важно, обновио водоводну мрежу. Осим инфраструктурних и супраструктурних захвата, радио је на јавном реду и миру, где је предузео радикалне мере којима се борио против разбојника и криминалаца. Борио се и против моралног лексизма и раскалашности. Зграде које је дао изградити, довршити, уредити и обновити су:
- Гробница папе Сикста V
- Купола базилике Св. Петра (довршена)
- Трг Св. Петра (уређење) с обелиском
- Латеранска базилика
- Палата Квиринал
- Мноштво других грађевина
- Мноштво историјских обележја која су данас украс Рима
- Обновио је око 120 цркава
- Утемељио је Ватиканску штампарију
- Рим је хтео учинити „метрополом света”. Лично је радио на издању Вулгате. Исту је прогласио службеном католичком Библијом 1590. године.